# Mujaid Sadick
Mujaid Sadick Aliu (Logroño, 14 de marzo de 2000), conocido simplemente como Mujaid, es un futbolista español de ascencencia nigeriana y ghanesa,[cita requerida] juega como defensa y su club es el K. R. C. Genk de la Primera División de Bélgica.

## Trayectoria
Comenzó a jugar en las categorías inferiores del Valvanera Club Deportivo de La Rioja y en 2016 llegó a la cantera del Deportivo de La Coruña.
En octubre de 2017 realizaría su debut con el Real Club Deportivo Fabril de la Segunda División B de España a las órdenes de Cristóbal Parralo tras destacar en el Juvenil 'A' de División de Honor que dirigía Rubén Coméndez.
El 12 de mayo de 2018 recibió la alternativa en la élite del fútbol nacional de la mano del técnico holandés Clarence Seedorf en la segunda parte del encuentro frente al Villarreal C. F. (2-4) en el estadio Abanca-Riazor. Mujaid debutó con el 34 a la espalda y solo unas horas después volvió a jugar, esta vez con el 4 como dorsal y en el centro de la zaga, un partido de la Copa del Rey juvenil, en el que le fue igual de mal, derrota deportivista (3-4). 
Tras el descenso a la Segunda División, Mujaid se convirtió en jugador del primer equipo del Deportivo de La Coruña, convirtiéndose en uno de los jugadores más destacados del conjunto gallego pese a su juventud.
El 21 de mayo de 2021 firmó por el K. R. C. Genk de la Primera División de Bélgica.

## Clubes
| Club                         | País    | Año       |
| ---------------------------- | ------- | --------- |
| R. C. Deportivo Fabril       | España  | 2017-2019 |
| R. C. Deportivo de La Coruña | España  | 2019-2021 |
| K. R. C. Genk                | Bélgica | 2021-     |